# João Cabral
João Cabral foi um explorador português no quadro da sua função de missionário jesuíta, com Estêvão Cacella, foram os primeiros europeus a entrar no Butão em 1627. No ano seguinte, tornou-se o primeiro europeu a visitar o vizinho Nepal e a região de Sikkim, na Índia.
Cabral nasceu em Celorico da Beira,  em 1599. Em 1615 ingressou na Companhia de Jesus, e em 5 de setembro de 1626 partiu para os planaltos tibetanos na esperança de encontrar o mítico Reino de Shambala e difundir a fé cristã. Depois voltou à Índia e continuou a sua carreira missionária em Malaca, Macau e Japão.